# مصطفی کاظمی (قتل‌های زنجیره‌ای)
مصطفی کاظمی با نام‌های مستعار هاشمی یا موسوی، از اعضای سابق و جانشین معاون امنیت وزارت اطلاعات ایران در زمان سید محمد خاتمی است که در جریان قتل‌های زنجیره‌ای ایران به عنوان متهم ردیف اول و به جرم آمریت در چهار قتل به چهار بار حبس ابد محکوم شد. امیر فرشاد ابراهیمی در گفتگو با شبکه صدای آمریکا مدعی شد مصطفی کاظمی در دولت اول محمود احمدی‌نژاد درخواست عفو نمود و در سال ۱۳۸۶ آزاد شد و هم‌اکنون در دانشکده وزارت اطلاعات مشغول به تدریس است و در ماجرای اتوبوس ارمنستان هم کاظمی فردی بود که پس از ناکامی نقشه قتل نویسندگان، آن‌ها را به زندان آستارا برده‌است. مسعود بهنود می‌گوید که او در زندان آستارا و به منظور تهدید نویسندگان، از ماجرای قتل سعیدی سیرجانی پرده برداشته‌است. هاشمی رفسنجانی از نامه‌ای روایت می‌کند که کاظمی در سال ۱۳۸۱ توسط شخصی به نام زارعی به وی تسلیم نموده و در آن کاظمی با ذکر خدمات دوران مسوولیت خود تقاضای عفو نموده است.

### سابقه در اداره اطلاعات شیراز
علی اکبر ناطق نوری، در خاطرات خود درباره زمانی که در دفتر بازرسی رهبری فعالیت می‌کرده می‌نویسد:
«روزی گروهی از جانبازان در شیراز، راهپیمایی و تظاهرات کردند. آقا فرمودند بازرسی کنید و مشخص کنید که حق با کیست؟ پس از بازرسی‌هایی که انجام شد، گزارش دادیم که اولا مدیر کل اطلاعات ((آقای موسوی)) که عامل فتنه است باید از استان برود و بر اثر همین گزارش‌ها او را برداشتند، اما متاسفانه او را آوردند مرکز و ارتقای درجه دادند. در قتل‌های زنجیره‌ای هم ایشان متهم ردیف اول بود.»